# Liste der Vertriebenendenkmale in Hessen (A–F)
Diese Liste der Vertriebenendenkmale in Hessen (A–F) verzeichnet die Vertriebenendenkmale in hessischen Städten und Gemeinden von Allmendfeld bis Fulda.

## Listen
- Liste der Vertriebenendenkmale in Hessen (G–K)
- Liste der Vertriebenendenkmale in Hessen (L–P)
- Liste der Vertriebenendenkmale in Hessen (R–Z)

## A–F
| Bild | Ort                        | Lage                                                                                    | Jahr       | Beschreibung |
| ---- | -------------------------- | --------------------------------------------------------------------------------------- | ---------- | --- |
| 0    | Alheim                     | Ehrenmalanlage in Heinebach                                                             | 1952       | Mauer und Marterl „Deutsche Heimat im Osten.“ – „Das höchste Gut des Mannes ist sein Volk. Das höchste Gut des Volkes ist sein Recht. Des Volkes Seele lebt in seiner Sprache! Dem Volk, dem Recht und seiner Sprache treu fand uns der Tag. Wird jeder Tag uns finden!“ |
| 0    | Allmendfeld                | Friedhof                                                                                | 1950       | Gedenkkreuz „Den Toten der Heimat.“ |
|      | Alsfeld                    | Weinhaus am Marktplatz neben dem Pranger 50° 45′ 3,5″ N, 9° 16′ 15,7″ O                 | 1988       | Gedenktafel der Stadt Alsfeld „Über 5000 heimatvertriebene Deutsche aus dem Sudetenland, aus Schlesien, Ostpreußen, Pommern und aus den Siedlungsgebieten in Ost- und Südosteuropa sowie Flüchtlinge aus Mitteldeutschland fanden nach dem Zweiten Weltkrieg in Alsfeld und seinen Ortsteilen Zuflucht und zweite Heimat. Sie und ihre Nachkommen haben großen Anteil an der kulturellen und wirtschaftlichen Entwicklung unserer Stadt.“ |
|      | Alsfeld                    | Ludwigsplatz 50° 45′ 9,7″ N, 9° 16′ 9,1″ O                                              | 0          | Wegweiser, gestiftet von der Sudetendeutschen Landsmannschaft „Königsberg 1000 km, Berlin 450 km, Breslau 600 km, Eger 300 km, Marienburg 900 km, Tropau 500 km, Stettin 570 km, Danzig 900 km.“ |
|      | Amöneburg                  | Burgmauer am Weinberg                                                                   | 1952       | Gedenkkreuz „Unseren Toten in der alten Heimat.“ |
| 0    | Aßlar                      | Friedhof am Kirchberg                                                                   | 1952       | Gedenkkreuz „Den Toten der Heimat.“ |
| 0    | Atzbach (Hessen)           | Friedhof 50° 34′ 48,2″ N, 8° 35′ 35,9″ O                                                | 1962       | Gedenkkreuz |
| 0    | Bad Arolsen                | Kirchplatz                                                                              | 1960       | Mahnmal: Karte des dreigeteilten Deutschlands in den Grenzen von 1937. – Bronzetafel (1990): „Seit dem 3. Oktober 1990 umfasst das vereinte Deutschland die Gebiete der Bundesrepublik Deutschland, der Deutschen Demokratischen Republik und ganz Berlins. Das vereinte Deutschland erhebt keinerlei Gebietsansprüche gegen andere Staaten und wird solche auch in Zukunft nicht geltend machen. Die Bestätigung der Grenzen des vereinigten Deutschlands ist ein wesentlicher Bestandteil der Friedensordnung in Europa.“ |
|      | Bad Hersfeld               | Stadtmauer am Linggplatz 50° 52′ 1,6″ N, 9° 42′ 17,2″ O                                 | 1954       | Gedenkstein Patenschaft Mährisch Schönberg |
|      | Bad Hersfeld               | Stadtmauer am Linggplatz 50° 52′ 1,6″ N, 9° 42′ 17,2″ O                                 | 1974, 1986 | Gedenktafeln 1250 Jahre Hersfeld, 750 Jahre Mährisch Schönberg |
|      | Bad Hersfeld               | Nebenerwerbssiedlung Wilhelmshof in Petersberg (Bad Hersfeld)                           | 1976       | Siedlerstein |
| 0    | Bad Hersfeld               | Eichhof, Ecke Breslauer Straße/Eichhofplatz                                             | 1952       | Gedenkstein, hergestellt und unterhalten durch die Nassauische Heimstätte, Wappen von Sudetenland, Schlesien, Ostpreußen, Pommern, Ungarn. „1952 den Heimatvertriebenen erbaut.“ |
|      | Bad Homburg vor der Höhe   | Friedhof in Ober-Erlenbach 50° 13′ 39,4″ N, 8° 40′ 58,6″ O                              |            | Mahnmal "Den Toten der Heimat" |
| 0    | Bad Homburg vor der Höhe   | Friedhof in Ober-Eschbach                                                               | 1954       | Mahnmal |
|      | Bad Homburg                | Jubiläumspark an der Landgrafenstraße 50° 13′ 51,1″ N, 8° 37′ 12,6″ O                   | 1989       | Das Vertriebenendenkmal (Jubiläumspark Bad Homburg) ist eine Gedenksäule und zeigt Wappen von Baltikum, Berlin-Brandenburg, Danzig, Niederschlesien, Oberschlesien, Ostpreußen, Pommern, Siebenbürgen, Sudetenland, Westpreußen. Motive der Vertreibung: „Jeder hat ein Recht auf Heimat! Laßt uns der verlorenen gedenken!“ – „Neu begannen die Bauleute, Ingenieure, Glasschleifer, die Seifen-, Oblaten-, Hut-, Schuh- und Korbmacher und alle anderen. Mit unserem Aufbau danken wir.“ |
|      | Bad Homburg                | Marienbader Platz 50° 13′ 17″ N, 8° 37′ 13,4″ O                                         | 1982       | Denkmal Landkreis Marienbad „Heimatland Egerland, Marienbad dankt Bad Homburg v.d.H. 1946–1982. Zur Erinnerung an unseren Heimatkreis Marienbad.“ |
|      | Bad Orb                    | Wegscheide                                                                              | 1967       | Vertriebenenfriedhof Wegscheide „Friedhof der Heimatvertriebenen. Hier ruhen Deutsche aus den Ostgebieten, die nach der Austreibung aus ihrer Heimat im Lager Wegscheide verstarben. Diese Ehrenstätte wurde im Jahre 1967 endgültig gestaltet.“ |
| 0    | Bad Orb                    | Wegscheide                                                                              | 1967       | Gedenkkreuz vom Volksbund Deutsche Kriegsgräberfürsorge |
|      | Bad Orb                    | Burghof 50° 13′ 37,7″ N, 9° 20′ 44,3″ O                                                 | 1989       | Ostdeutsches Mahnmal der Landsmannschaft Schlesien, Wappen von Brandenburg, Pommern, Ostpreußen, Schlesien, Sudetenland, Westpreußen, Danzig |
|      | Bad Schwalbach             | Friedhof                                                                                | 0          | Ostlandkreuz, Inschrift "Unseren Toten der ostdeutschen Heimat", vier Wappen |
| 0    | Bad Sooden-Allendorf       | Kurpark                                                                                 | 0          | Gedenkstein Miditz (?) |
| 0    | Bad Sooden-Allendorf       | Kammerbach                                                                              | 1952       | Ostlandkreuz |
|      | Bad Vilbel                 | Dortelweil 50° 12′ 19,2″ N, 8° 44′ 44,7″ O                                              | 1964       | Ostdeutsches Mahnmal „Den Toten der Heimat, den Opfern der Vertreibung 1945.“ |
|      | Bad Vilbel                 | Dortelweil 50° 12′ 19,2″ N, 8° 44′ 44,7″ O                                              | 1987       | Wegweiser „Königsberg 1110 km, Troppau 620 km, Eger 250 km.“ |
| 0    | Bad Vilbel                 | 0                                                                                       | 1986       | Gedenkstein der Patenstadt:„40 Jahre Vertreibung aus unserer Heimat 1946–1986. 30 Jahre Sudetenlandsiedlung.“ |
| 0    | Bad Wildungen              | Brunnenanlage                                                                           | 1961       | Mahntafel „Das unteilbare Deutschland.“ – „Das Selbstbestimmungsrecht gilt auch für Deutsche.“ |
| 0    | Bebra                      | Friedhof                                                                                | 1950       | Ehrentafel „Unseren Toten. In Gott sind alle daheim. Die Heimatvertriebenen.“ |
| 0    | Beerfelden                 | 0                                                                                       | 1954       | Gedenkstein |
| 0    | Bensheim                   | Friedhof                                                                                | 1950       | Gedenkkreuz, gestiftet von der Stadt Bensheim |
|      | Bensheim                   | Grünanlage an der Darmstädter Straße                                                    | 1956       | Rübezahl-Skulptur, Patenschaft Arnau im Riesengebirge |
| 0    | Biblis                     | 0                                                                                       | 1985, 1996 | Gedenkstein |
| 0    | Biblis                     | Alter Friedhof                                                                          | 1981       | Gedenkstein für Domstadtl |
| 0    | Biblis                     | Alter Friedhof                                                                          | 1995       | Ehrenmal von Egerländern |
| 0    | Biebesheim am Rhein        | Friedhof                                                                                | 1950       | Gedenkkreuz auf dem Friedhof |
| 0    | Biebesheim am Rhein        | katholische Kirche                                                                      | 1993       | Glasmalerei mit 8 Heimatwappen, im Seitenschiff der katholischen Kirche, gestiftet vom BdV-Ortsverband Biebesheim am Rhein „Mutter Anna Patronin der Heimatvertriebenen, bitte für uns!“ |
| 0    | Biebesheim am Rhein        | St. Maria-Goretti-Kirche                                                                | 0          | Gedenktafel an der Außenwand Kirche |
| 0    | Biebesheim am Rhein        | Friedhof                                                                                | 1995       | Gedenkkreuz auf dem Friedhof, Wappen von Schlesien, Sudetenland, Ostpreußen, Danzig, Pommern, Donauschwaben |
| 0    | Biedenkopf                 | Kreisberufschule                                                                        | 0          | Gedenktafel mit Wappen von Danzig, Posen-Westpreußen, Ostpreußen, Niederschlesien, Oberschlesien, Sudetenland |
| 0    | Birkenau                   | Alter Friedhof                                                                          | 1953       | Gedenkkreuz |
| 0    | Birkenau                   | Nieder-Liebersbach, Friedhof                                                            | 1972       | Gedenkkreuz auf dem Friedhof in Nieder-Liebersbach |
| 0    | Bischofsheim (Mainspitze)  | Friedhof                                                                                | 1950       | Gedenkstein mit Hochkreuz |
| 0    | Bischofsheim               | 0                                                                                       | 1996       | Gedenkstein „Wir gedenken unserer Toten in Treue und Ehrfurcht. 1996 Egerländer Gmoi Bischofsheim.“ |
| 0    | Biskirchen                 | 0                                                                                       | 0          | Hochkreuz mit Sockel |
|      | Braunfels                  | Friedhof St. Georgen 50° 30′ 33,4″ N, 8° 23′ 19,7″ O                                    | 1950, 1986 | Gedenkkreuz |
| 0    | Breuberg                   | Friedhof in Neustadt                                                                    | 1955       | Gedenkkreuz „Den Opfern der Vertreibung 1945.“ |
| 0    | Bruchköbel                 | Karlsbader Platz                                                                        | 1982       | Gedenkstein mit Tafel „Mit allen deutschen Heimatvertriebenen und Flüchtlingen bewahrt Bruchköbel das Gedenken an die unvergessene Heimat 1982. Der Magistrat der Stadt Bruchköbel.“ |
| 0    | Bürstadt                   | Friedhof                                                                                | 1997       | Gedenkstein |
| 0    | Bürstadt                   | Friedhof in Bobstadt                                                                    | 1971       | Gedenkstein „Zum Gedenken an die Toten der Heimat. Wir suchen unsere Ehre darin Ihm zu gefallen, ob wir daheim oder in der Fremde sind. 2.Kor. 5.9 “ |
| 0    | Büttelborn                 | Worfelden                                                                               | 1950       | Gedenkkreuz „Gedenket unserer Verstorbenen in der alten Heimat, der Gefallenen und Opfer der Austreibung.“ |
| 0    | Büttelborn                 | Friedhof in Klein-Gerau                                                                 | 1949       | Gedenkkreuz |
| 0    | Büttelborn                 | Friedhof in Klein-Gerau                                                                 | 2000       | Gedenkstein, Bronzeplatte der Gemeinde Büttelborn |
| 0    | Burghaun                   | Schlosspark                                                                             | 1986       | Gedenkstein „Vergiss die Heimat nicht. Augezd Kr. Sternberg, Sudetenland. Burghaun, die Patengemeinde. Erstellt 1986 – 40 Jahre nach Vertreibung, im 25. Jahr der Patenschaft.“ Újezd u Uničova, Landkreis Sternberg (Mähren) |
|      | Butzbach                   | Gedenkhalle auf dem Friedhof                                                            | 1962       | Gedenkstein „Stadt und Stift Tepl ihren Gefallenen und den Opfern der Vertreibung 1.9.1962.“ Teplá, Stift Tepl |
| 0    | Butzbach                   | Hauptstraße in Kirch-Göns                                                               | 1983       | Gedenkstein mit Wappen von Ostpreußen, Pommern, Schlesien, Siebenbürgen und Sudetenland |
|      | Darmstadt                  | Waldfriedhof Darmstadt                                                                  | 1995       | Mahnmal „1945–1995 Flucht, Vertreibung, Deportation. Vor 50 Jahren wurden wir als Deutsche aus unserer Heimat vertrieben. Deportiert und in Arbeits- und Todeslager interniert. Wir hatten schreiendes Unrecht, Not und Tod zu ertragen. Aus der läuternden Kraft des Leides erwachsen, forderten wir in unserer Charta vom 5. August 1950 den Verzicht auf Rache und Vergeltung, den Wiederaufbau Deutschlands und die Schaffung eines geeinten, friedlichen und freien Europas, in dem alle Menschen und Völker ohne Furcht und Zwang leben können. Wir riefen und rufen Völker und Menschen, die guten Willens sind, auf, Hand anzulegen ans Werk, damit aus Schuld, Unglück, Leid, Armut und Elend für uns alle der Weg in eine bessere Zukunft gefunden wird. Wir gedenken unserer Toten.“ – „50 Jahre neue Heimat. Manchmal fällt einem von uns, die wir Unrecht zu erleiden hatten, ein Kind, eine Frau, ein Mann ein, dem wir sagen wollen: Ich danke Dir! Ob in den alten Heimatländern oder in den Arbeits- und Todeslagern nach 1945 oder auf der Flucht, ob nach endlich erreichter Freiheit in Deutschland oder in einem jener Länder, in die eine gütige Macht unsere Wege lenkte. Überall trafen wir auch Menschen, die uns halfen zu überleben, die uns wie in der Stadt Darmstadt und in den Kreisen Darmstadt und Dieburg ermutigten eine neue Heimat aufzubauen. Bund der Vertriebenen.“ |
| 0    | Darmstadt                  | Kapellenplatz                                                                           | 1968       | Gedenktafel an einer Mauer „Ihrer Toten. Der in den Weltkriegen und in den Befreiungskämpfen Gefallenen, der durch Gewalt und im Elend Umgekommenen, gedenkt die Deutsch–Baltische Landsmannschaft. Diese Ehrentafel setzte die Landsmannschaft gemeinsam mit ihrer Patenstadt Darmstadt A.D. 1968.“ |
| 0    | Darmstadt                  | Eberstadt, Reuterallee / Thüringerstraße                                                | 1985       | Deutschland-Wegweiser mit Gedenktafel „Königsberg 960 km, Ostpreußen Immanuel Kant, Käthe Kollwitz, R. Herder. Breslau Schlesien 600 km, Herzogin Hedwig, Gerhart Hauptmann, J.F. August Borsig. Danzig 840 km, Nicolaus Copernicus, Emil von Behring, Kurt Schumacher, Aachen 200 km, Stettin 570 km, Hamburg 420 km, München 300 km.“ Gedenktafel: „1985 im 40. Jahr der Vertreibung der deutschen Bevölkerung aus ihrer ostdeutschen Heimat und 35 Jahre nach dem feierlichen Verzicht der deutschen Vertriebenen auf Rache und Vergeltung wurde dies Denkmal von den ostdeutschen Landsmannschaften errichtet. Es soll stets an die völkerrechtliche Zugehörigkeit der deutschen Provinzen Ost- und Westpreußen, Schlesien, Oberschlesien, Pommern und Ostbrandenburg zu Deutschland erinnern und für die gesamte deutsche Kultur bedeutende ostdeutsche Persönlichkeiten ehren. Es soll uns mahnen, daß nicht Anwendung von Gewalt, sondern gegenseitiges Anerkennen des Rechts und der geschichtlichen Wahrheit Grundlagen eines dauerhaften Friedens sind.“ |
| 0    | Dietzhölztal               | Friedhof in Ewersbach                                                                   | 1990       | Zentralehrenmal |
| 0    | Dodenau                    | 0                                                                                       | 1954       | Hochkreuz (Tag der Heimat) |
| 0    | Dornheim (Hessen)          | Friedhof                                                                                | 1997       | Gedenktafel „Zum Gedenken der Toten in unserer unvergesslichen Heimat. Die Heimatvertriebenen 1950–1997.“ |
|      | Dreieich                   | Friedhof in Sprendlingen                                                                | 1967       | Ehrenmal „Treue um Treue. Sudetenland, Pommern, Schlesien, Ostpreußen, Donauschwaben. Bund der Vertriebenen Deutschen 1967.“ |
| 0    | Echzell                    | Friedhof                                                                                | 1984       | Gedenkkreuz auf dem Friedhof, am Sockel Wappen von Schlesien, Sudetenland, Pommern, Ostpreußen |
| 0    | Echzell                    | Friedhof in Gettenau                                                                    | 1956       | Holzkreuz mit Steinsockel „Vergesst die Toten unserer geraubten Heimat nicht.“ |
| 0    | Edermünde                  | Friedhof in Besse                                                                       | 1950       | Holzkreuz der Sudetendeutschen Landsmannschaft |
| 0    | Egelsbach                  | am Rathaus                                                                              | 1995       | Gedenkstein „Egelsbach hat uns eine neue Heimat gegeben. Dafür danken wir. Bund der Vertriebenen.“ |
| 0    | Egelsbach                  | auf dem Ehrenfriedhof                                                                   | 1986       | Gedenkstein: „Wir gedenken in Ehrfurcht aller Opfer der Vertreibung 1945–1946.“ |
| 0    | Ehringshausen              | an der katholischen Kirche                                                              | 1954       | Gedenkkreuz |
|      | Eppertshausen              | Friedhof                                                                                | 1951       | Gedenkkreuz „Den Toten der Heimat. Errichtet 1951“ |
| 0    | Eppstein                   | auf dem Friedhof in Niederjosbach                                                       | 1950       | Gedenkkreuz |
| 0    | Erbach (Odenwald)          | auf dem Friedhof                                                                        | 0          | Gedenkkreuz |
|      | Espenau                    | Pringelsberg in Hohenkirchen                                                            | 1953/54    | Gedenkstätte, eingemauerte Urnen mit Erde aus den Vertreibungsgebieten |
| 0    | Espenau                    | am Schäferberg neben der katholischen Kirche                                            | 1955, 2005 | Holzkreuz/Erinnerungstafel |
| 0    | Felsberg (Hessen)          | Heiligenberg in Gensungen                                                               | 1952       | Glocke der Heimat „Ich rufe die Heimat.“ – „In den Jahren 1945/46 wurden mehr als 17 Millionen Deutsche aus ihrer angestammten Heimat vertrieben. 2,1 Millionen kamen bei der Vertreibung ums Leben. 9957 Heimatvertriebene fanden Aufnahme im Kreis Melsungen. Sie stifteten am 20. Juli 1952 die Glocke der Heimat.“ |
| 0    | Felsberg                   | Dorfplatz in Wolfershausen                                                              | 1988       | 0 |
| 0    | Felsberg                   | an der Straße nach Guxhagen                                                             | 1961       | Gedenkkreuz |
| 0    | Felsberg                   | am südlichen Ortseingang nach Neuenbrunslar                                             | 1953       | Ostlandkreuz |
| 0    | Fernwald                   | Kirche in Steinbach                                                                     | 1955       | Gedenktafeln zu beiden Seiten des Kircheneingangs „Unseren Toten in der alten Heimat. Anno 1955.“ – „Den Opfern des Krieges und der Vertreibung. Anno 1955.“ |
| 0    | Flieden                    | 0                                                                                       | 1986       | St. Hedwig-Bildstock „Anno 1946 fanden 1000 Deutsche aus dem Osten nach ihrer Vertreibung hier eine neue Heimat.“ Hedwig von Andechs |
| 0    | Flörsheim am Main          | auf dem Friedhof                                                                        | 1996       | Gedenkstätte „Den Toten der Heimat, den Opfern von Flucht und Vertreibung 1945–1946.“ |
|      | Frankfurt-Nieder-Erlenbach | Nieder-Erlenbach: Alt-Erlenbach gegenüber Hausnummer 54 50° 12′ 15,3″ N, 8° 42′ 29,2″ O | 0          | Vertriebenendenkmal |
| 0    | Frankfurt-Nieder-Eschbach  | 0                                                                                       | 0          | 0 |
| 0    | Frankenberg (Eder)         | vor der Kulturhalle                                                                     | 1969       | Ehrenmal, Patenschaft Bütow |
| 0    | Frankenberg (Eder)         | in der Grünanlage beim Kreishaus in der Bahnhofstraße                                   | 0          | Gedenkstein |
| 0    | Frankenberg (Eder)         | auf dem Friedhof                                                                        | 1987       | Gedenkstein „Unvergessene Heimat Bütow in Pommern 1945.“ |
| 0    | Friedberg (Hessen)         | auf dem Friedhof                                                                        | 1986       | Gedenkkreuz mit Gedenksteinen für Seestadtl Ervěnice, Landkreis Tepl |
| 0    | Fürth (Odenwald)           | Friedhof                                                                                | 1957       | Vertriebenenkreuz |
| 0    | Fürth (Odenwald)           | Gemeindefriedhof                                                                        | 1991       | Gedenkkreuz Guttenbrunn |
|      | Fulda                      | Bahnhof, Bahnsteig 1                                                                    | 2016       | Gedenktafel zur Erinnerung an die Ankunft vieler Transportzüge mit heimatvertriebenen Sudetendeutschen im Jahre 1946 |
| 0    | Fulda                      | Frauenberganlagen                                                                       | 1950       | Gedenkstein „Den Opfern des Ostens. Heimatvertrieben, weil Deutsch geblieben. Kreisverband der Heimatvertriebenen Fulda 1950.“ |
| 0    | Fulda                      | Mauer unterhalb der Michaelskirche                                                      | 1967       | Gedenktafel „Der Toten der Stadt Oberglogau/Oberschlesien, der Gefallenen des ersten und der Opfer des zweiten Weltkrieges und der seit 1945 in der Vaterstadt bei der Vertreibung oder später an neuer Wohnstatt Verstorbenen, gedenken in Verbundenheit und in Treue zur alten Heimat die zum siebten Male in der Patenstadt Fulda vereinten Oberglogauer. Pfingsten 1967. R.I.P.“ |
| 0    | Fulda                      | Mauer unterhalb der Michaelskirche                                                      | 1997       | Gedenktafel Leitmeritz, Landkreis Leitmeritz „In treuer Verbundenheit zur angestammten Heimat im Elbtal und Böhmischen Mittelgebirge gedenken wir aller Toten aus Stadt und Kreis Leitmeritz, der Gefallenen beider Weltkriege, aller Opfer von Krieg und Verbrechen, der Opfer der Vertreibung von 1945–1946, sowie aller fern der Heimat Verstorbenen. August 1997, 23. Bundestreffen in der Patenstadt Fulda. Heimatkreis Leitmeritz e. V.“ |
|      | 0 Fulda - Mittelrode       | Haimberg, zwischen Haimbach und Mittelrode                                              | 1981       | 10 m hohe Stele unweit des Vertriebenen-Denkmals von 1950 |
|      | Fulda                      | Haimberg, zwischen Haimbach und Mittelrode am 416 m hohen Haimberg                      | 1950       | „Recht muß Recht bleiben, auch das Recht auf Heimat. Den Toten der Vertriebenen zum Gedenken. O Herr, gib uns die Heimat wieder! Errichtet von der 1. Egerländer Gmoi Haimbach und Umgebung. 10.9.1950.“ |
| 0    | Fulda                      | Platz der Heimat in Gläserzell                                                          | 1975       | Gedenkstein |
| 0    | Fulda                      | Ortseingang von Niesig                                                                  | 1990       | Gedenkstein mit Wappen von Sudetenland, Schlesien, Slowakei, Ostpreußen und Donauschwaben „In den Jahren 1950–1953 schufen sich hier 39 Familien aus vormals deutschen Ostgebieten auf 5 Vollbauern- und 34 Nebenerwerbsstellen eine neue Heimat. Dieser Stein steht für ihren Glauben an eine friedliche Zukunft. Er soll eine Mahnung sein, allen Menschen das Recht auf Heimat zuzugestehen. 1989. Bund der Vertriebenen. Niesig.“ |